# Эдельбюттель, Генрих
Генрих Эдельбюттель (нем. Heinrich Eddelbüttel; 12 ноября 1888, Гамбург — 1945) — немецкий педагог, специалист по расовой теории; член НСДАП (c 1933).

## Биография
Генрих Эдельбюттель родился 12 ноября 1888 года в Гамбурге; после получения высшего образования в области естественных наук, он написал и защитил кандидатскую диссертацию. Защита состоялась в Геттингенском университете в 1911 году. После этого, в том же университете, Эдельбюттель в течение года работал в качестве ассистента — затем, до 1927 года, он состоял старшим педагогом в школьной системе образования Гамбурга. После этого он стал доцентом, а с 1928 года — профессором педагогического института «Hochschule für Lehrerbildung» в Ростоке. После его закрытия в 1942 году Эдельбюттель продолжил свою преподавательскую деятельность в недавно открывшемся центре подготовки учителей (Lehrerbildungsanstalten, LBA) в Гюстрове.
В 1933 году Генрих Эдельбюттель стал членом НСДАП и вошел в состав Национал-социалистического союза учителей (Nationalsozialistischer Lehrerbund, NSLB); работал как в Ростоке, так и во всем Третьем Рейхе в области подготовки учителей по расовой теории. 11 ноября 1933 года он был среди более 900 ученых и преподавателей немецких университетов и вузов, подписавших «Заявление профессоров о поддержке Адольфа Гитлера и национал-социалистического государства».
Эдельбюттель являлся соавтором нового учебника по биологии, написанном в духе национал-социалистической расовой доктрины; он также активно публиковался в специализированных журналах для учителей. В 1945 году Генрих Эдельбюттель покончил жизнь самоубийством.

## Работы
- Grundlagen einer Pilzflora des östlichen Weserberglandes und ihrer pflanzengeographischen Beziehungen. Berlin: Friedlaender 1911; zugl.: Göttingen, Univ., Diss., 1911. Gleichzeitig erfolgte die Veröffentlichung in Annales Mycologici 9, Heft 5, S. 445—529.
- Biologielehrbuch mit Walter Burmeister: Der junge Naturfreund. Parey, Berlin 1933.
- Совместно с Cäsar Schäffer: Erbbiologische Arbeiten. Hilfsmittel für den naturkundlichen Unterricht. Teubner, Leipzig 1934. — по окончании Второй мировой войны книга была включена в «Список изъятой литературы».